# Chrysanthrax semilugens
Chrysanthrax semilugens är en tvåvingeart som först beskrevs av Philippi 1865.  Chrysanthrax semilugens ingår i släktet Chrysanthrax och familjen svävflugor. Inga underarter finns listade i Catalogue of Life.